# Prince/ただのスパイス
「Prince/ただのスパイス」（ぷりんす/ただのスパイス）は、日本のラッパー・さなりの楽曲。通算2枚目のシングルである。2019年1月25日にA-Sketchよりリリースされた。

## 制作背景
「Prince」は、ドリーミーなトラックに儚い恋をラップとともに歌い上げたラブソング。MVは、映像作家の南虎我が監督を務めた。女性役としてモデルの木野山ゆうが出演し、「Prince」の世界観が映像で表現された。
「ただのスパイス」は、さなりが15歳になって初めて制作し、『OverFlow Project』にてグランプリを獲得した楽曲。今回は、その楽曲を再アレンジし、よりポップネスさが引き立つ仕上がりにした。
両楽曲とも前作『悪戯/キングダム』とは異なり、全編さなりがセルフプロデュースしている。

## 収録楽曲
| 全作詞・作曲: さなり。 |                    |        |            |       |
| #                      | タイトル           | 作詞   | 作曲・編曲 | 時間  |
| 1.                     | 「Prince」         | さなり | さなり     | 04:09 |
| 2.                     | 「ただのスパイス」 | さなり | さなり     | 04:06 |
| 合計時間:              | 合計時間:          | 8:15   |            |       |